# Dennis Holm

Dennis Holm (født 2. maj 1972 i Vágur på Suðuroy) er en færøsk politolog og politiker (T). Han blev valgt i lagtinget for første gang i 2022 og er fiskeriminister fra 2022. 

## Baggrund
Han er cand.scient.pol. fra Aalborg Universitet fra 1998. Siden 2005 har han været direktør ved Færøernes forskningsinstitut for samfundsudvikling, på færøsk Granskingardepilin fyri samfelagsmenning, som er underlagt universitetet Fróðskaparsetur Føroya. Før dette var Holm forsker ved samme forskningsinstitut 1999–2005.

## Politisk karriere
Holm er medlem af kommunalbestyrelsen i Vágs kommuna og fra 1. januar 2013 til 31. december 2020 var han borgmester, efter at Tjóðveldi og Javnaðarflokkurin fortsatte det samarbejde de havde haft fra 2008 til 2012. Holm blev valgt for første gang i byrådet ved valget i november 2012.
Dennis Holm blev opstillet til lagtinget for første gang ved valget i 2022 og blev valgt med 305 personlige stemmer. Ved regeringsdannelsen blev han udnævnt til fiskeriminster.

## Familie
Dennis Holm er søn af tidligere skole- og kulturminister Óli Holm fra Vágur og Elise Holm fra Holstebro